# Шардарбеков, Шарипбек Шардарбекович
Шарипбек Шардарбекович Шардарбеков (род. 1941) — советский общественный и политический деятель, инженер-строитель.

## Биография
Окончил Казахский политехнический институт (1966).
Трудовую деятельность начал в совхозе «Келес» старшим пастухом. В 1967—1978 гг. — мастер-строитель, старший прораб, начальник производственно-технического отдела, главный инженер треста, управляющий организации «Казколхозстрой». С 1978 года — председатель республиканского объединения «Казколхозстрой». В 1985 году назначен министром жилищно-коммунального хозяйства в КазССР. Председатель исполнительного комитета Совета народных депутатов Джезказганской области в декабре 1988 года, председатель областного Совета с декабря 1990 года, в феврале 1993 года был избран президентом производственно-акционерного общества «Строительные материалы».
Депутат Верховного Совета КазССР (1986, 1990).
Награждён орденом Трудового Красного Знамени (1982), медалями.